# 多實公園
多實公園是加拿大安大略省多倫多的一個社區，位於士嘉堡西部。該社區北接401號公路，東接美蘭路（Midland Avenue），南接羅倫斯路（Lawrence Avenue），西接貝治芒道（Birchmount Road）。堅尼地道（Kennedy Road）沿著社區的中心南北延伸，艾斯美道（Ellesmere Road）沿著中心東西方向延伸。羅倫斯路以南、輸電走廊以北的地區被稱為麥加力歌公園（McGregor Park），通常被視為多實公園的一部分。
士嘉堡的商業區沿著堅尼地道由401號公路穿過多實公園的中心地帶，一直延伸到羅倫斯路。堅尼地道沿線的商業區是一段3.5公里的路段，只有商店、企業及高層建築。堅尼地廣場（Kennedy Commons）是一個大型購物中心，位於堅尼地道，介於401號公路與艾斯美道之間。

## 歷史
該社區所在地區前為農田，大部分房屋建於1950年代。

## 教育

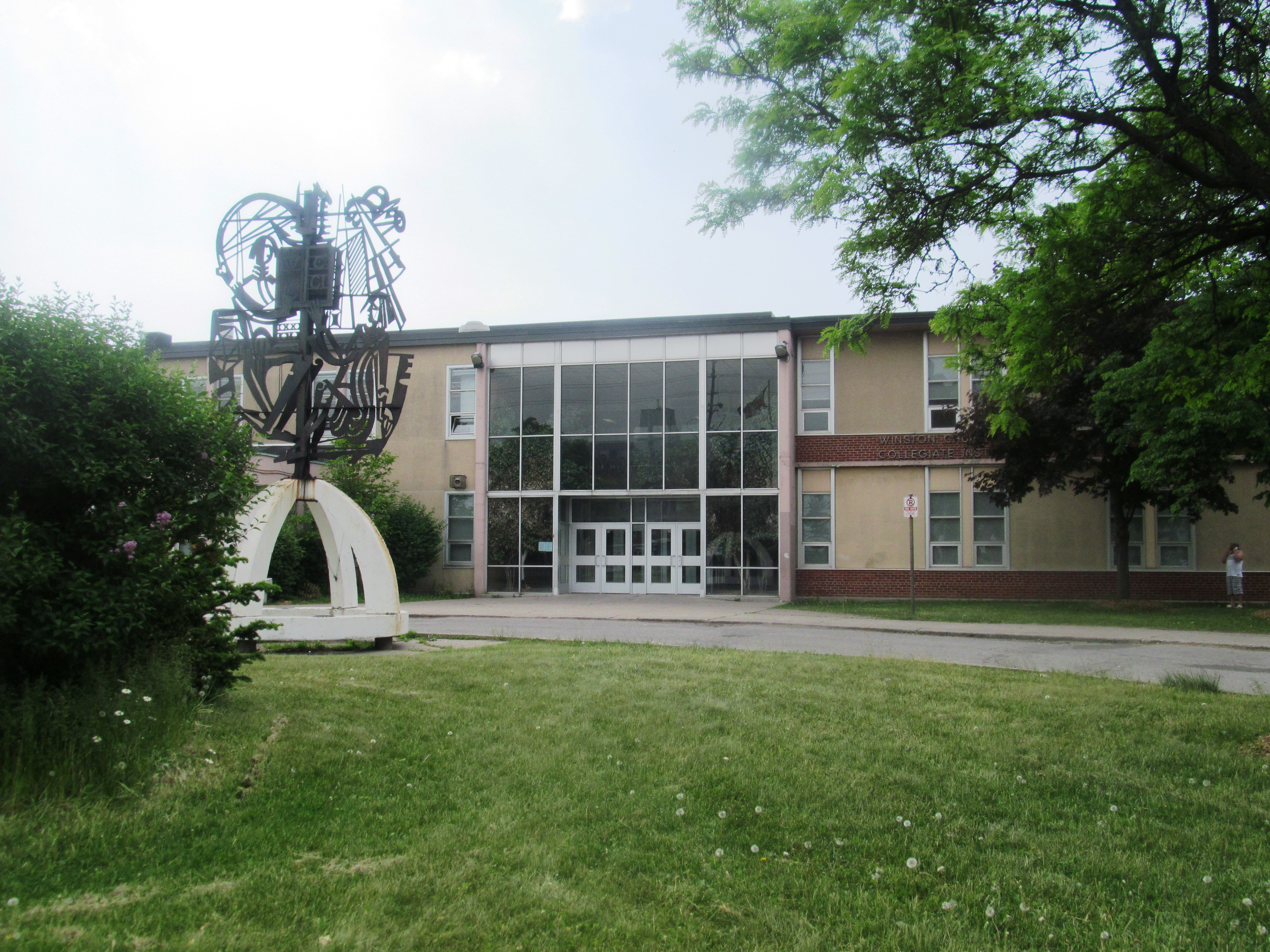
溫斯頓·邱吉爾書院（Winston Churchill Collegiate Institute）是多實公園的一所公立中學。

多倫多公校教育局（TDSB）在多實公園社區運營學校。TDSB在該社區運營的公立小學包括：
- 加利華將軍公立學校（General Crerar Public School）
- 多實公園公立學校（Dorset Park Public School）
- 艾斯美-史丹頓公立學校（Ellesmere-Statton Public School） is a elementary school located on Ellesmere Road between Birchmount and Kennedy Roads. This school is a merger of two schools, Ellesmere Junior Public School (founded in 1953, replacing S.S No. 4 that opened in the 1840s) and Wendell Statton Senior Public School (built in 1972 and opened in September 1973). Both buildings are connected to each other and the school has a diverse population of 640 students.
- 格拉摩根公立初級學校（Glamorgan Public Junior School）

TDSB還在該社區運營一所中學，即溫斯頓·邱吉爾書院（Winston Churchill Collegiate Institute）。
多倫多天主教教育局（TCDSB）、Conseil scolaire catholique MonAvenir（CSCM）、維亞蒙德公校局（Conseil scolaire Viamonde，簡稱CSM）也為居住在多實公園的學生提供教育。CSCM和TCDSB為天主教的公校教育局，CSCM是以法語為第一語言的天主教公校教育局，而CSV則為以法語為第一語言的世俗公校教育局。

## 外部連結
- City of Toronto profile （页面存档备份，存于）

43°45′14″N 79°16′55″W / 43.754°N 79.282°W